# Wilton Lockwood
Pour les articles homonymes, voir Lockwood.
Wilton Lockwood (né le 12 septembre 1861 à Wilton dans le Connecticut et mort le 21 mars 1914 à Brookline dans le Massachusetts) est un peintre américain, spécialisé dans la réalisation de portrait et de nature morte. 

## Biographie
Wilton Lockwood naît à Wilton dans l'État du Connecticut en 1861. Au début des années 1880, il est l'élève et l'assistant du peintre John LaFarge. Il étudie ensuite à l'Art Students League of New York. En 1886, il part pour l'Europe ou il reste pendant dix ans. Il suit notamment les cours de l'Académie Julian auprès du peintre Benjamin-Constant et étudie auprès du peintre Frank Duveneck à Munich.
Il revient aux États-Unis en 1896 et s'installe à Boston dans l'État du Massachusetts, ou il devient un peintre célèbre pour ces portraits et ces natures mortes. Il devient membre de la Society of American Artists (en) et de la Copley Society of Art (en). En 1898, il obtient la Temple Gold Medal (en) de la Pennsylvania Academy of the Fine Arts avec le tableau  The Violinist – Portrait of Otto Roth. En 1906, il est élu à l'Académie américaine des beaux-arts. Comme peintre portraitiste, il a notamment réalisé les portraits du président des États-Unis Grover Cleveland, de son professeur John LaFarge et du juriste Oliver Wendell Holmes Jr..
Il décède à Brookline dans le Massachusetts en 1914.
Ces œuvres sont notamment visibles ou conservées au Metropolitan Museum of Art de New York, au musée Isabella Stewart Gardner et au musée des beaux-arts de Boston, à la Rhode Island School of Design Museum de Providence et au Worcester Art Museum de Worcester.

## Œuvres

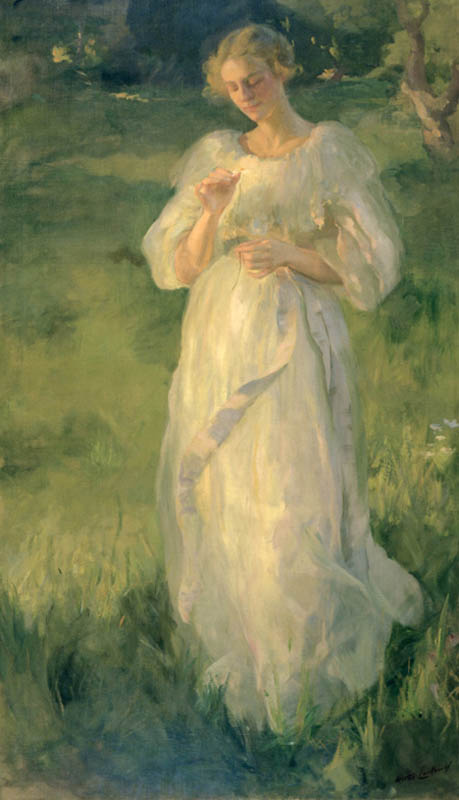
He Loves Me, He Loves Me Not, sans date
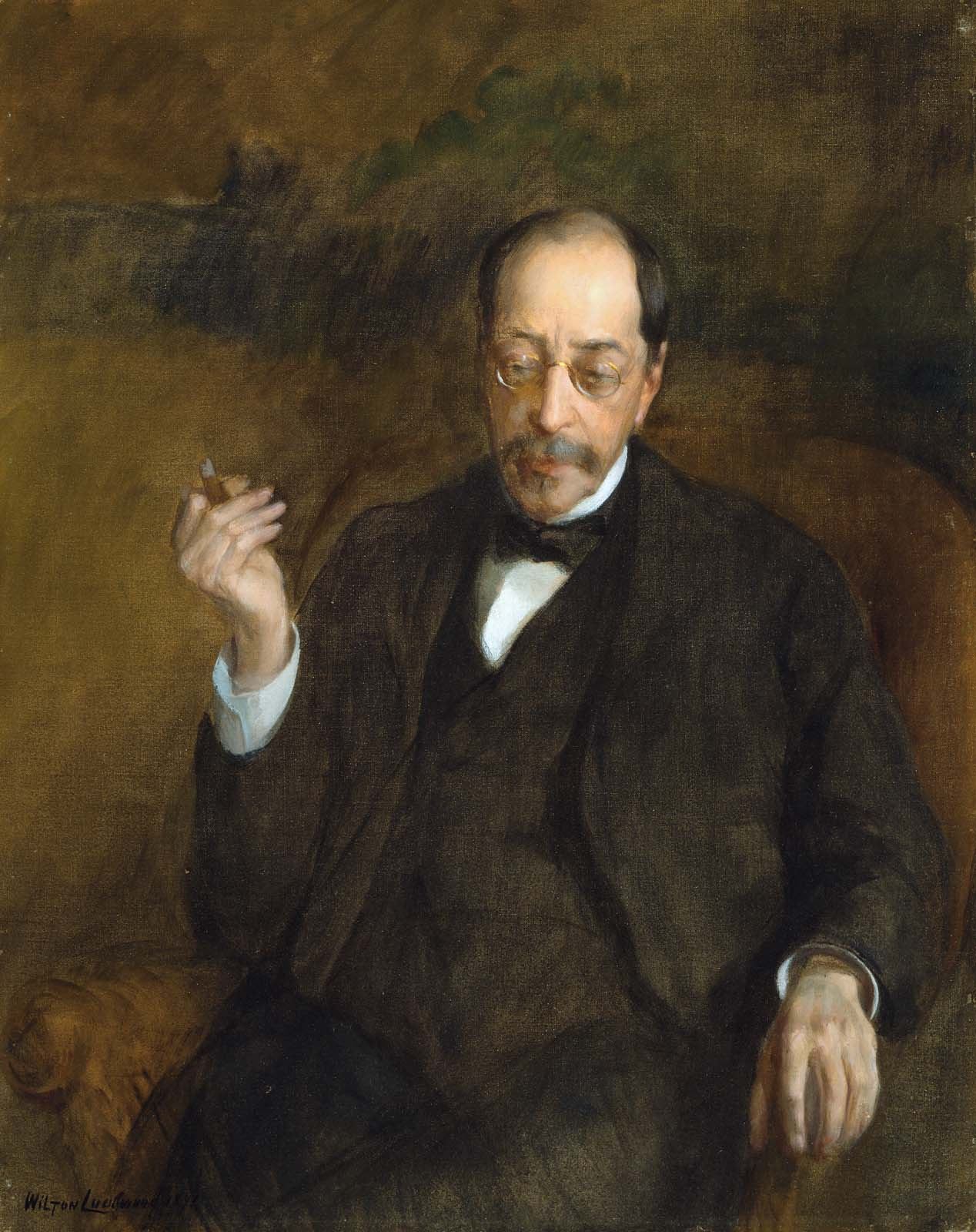
John LaFarge, 1891, Musée des Beaux-Arts de Boston
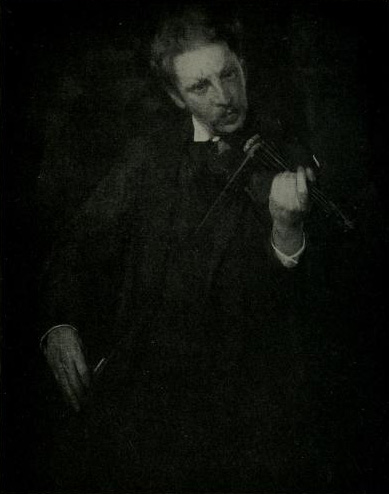
The Violinist – Portrait of Otto Roth, vers 1898
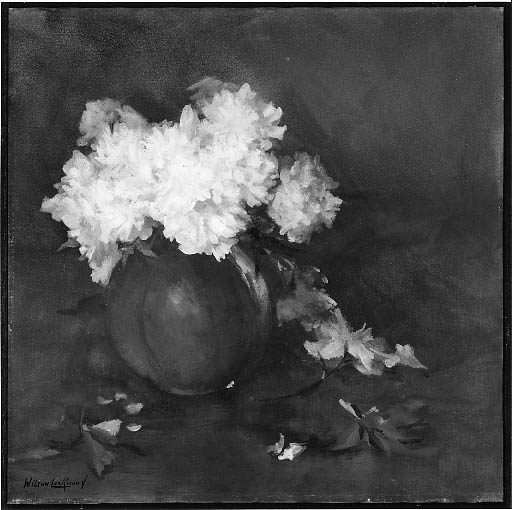
Peonies, vers 1910, Musée des Beaux-Arts de Boston